# Perbon
Perbon is een bestuurslaag in het regentschap Tuban van de provincie Oost-Java, Indonesië. Perbon telt 6433 inwoners (volkstelling 2010).